# 劉紹銘
劉紹銘（英語：LAU Shiu-ming, Joseph，1934年7月9日—2023年1月4日），廣東惠陽人，生於香港，筆名二殘、袁無名。自香港聖類斯中學（小學部）畢業後即告失學，後來在該校印刷所當學徒，再到當時位於荷里活道的民生書局當售貨員，業餘時間自修中英文。1955年入讀北角達智英文專科學校，翌年參加香港中學會考及格，並投考台灣大專院校，結果為錄取台灣大學外文系，1960年畢業於臺大外文系。就讀大學期間與白先勇、陳若曦、歐陽子、葉維廉、李歐梵等台大同學創辦《現代文學》雜誌。1966年得美國印第安那大學比較文學博士學位。曾任教香港中文大學、新加坡國立大學、夏威夷大學、美國威斯康辛大學、香港嶺南大學。與旅美學人夏志清有深交，協助其出版《中國現代小說史》中譯本，並擔任部份翻譯工作。學貫中西，著譯頗豐，尤善中西比較文學及翻譯學。刊行作品多為散文，行文舒徐，富幽默感。2018年，獲嶺南大學頒發榮譽文學博士。

## 著作
- Ts'ao Yu, The Reluctant Disciple of Chekhov and O'Neil（曹禺所受的西方文學的影響），香港大學出版社，1970年（ISBN 9780856560057）
- 《曹禺論》：文藝書屋，1970年
- 《風簷展書讀》：九歌出版社，1981年[4]
- 《遣愚衷》：香港三聯，「海外文叢」系列，1987年（ISBN 9620405366）
- 《九七香港浪遊》：中時出版社
- 《靈台書簡》：三民書局，1989年（ISBN 9789571415574），2005年（ISBN 9789571441832）
- 《細微的一炷香》：三民書局，1990年（ISBN 9789571400860）
- 《未能忘情》：三民書局，1992年（ISBN 9789571419152）
- 《靈魂的按摩》：三民書局，1993年（ISBN 9789571420325）
- 《偷窺天國》：三民書局，1995年（ISBN 9789571423500）
- 《香港因緣》：天地圖書，1995年（ISBN 9789622578555）
- 《二殘遊記》：天地圖書，1997年（ISBN 9789629502799）
- 《舊時香港》：牛津大學出版社，2001年（ISBN 9780195936049）；天地圖書，「當代散文典藏」系列，2009年（ISBN 9789882191280 平裝）
- 《吃馬鈴薯的日子》：牛津大學出版社，2002年（ISBN 9780195955262）；中文大學出版社，2019年（ISBN 978-988-237-118-7）
- 《煙雨平生》：天地圖書，「當代散文典藏」系列，2003年（ISBN 9789882014657 精裝）
- 《文字還能感人的時代》：香港三聯，2005年（ISBN 9789620424977）
- 《一爐煙火》：天地圖書，「當代散文典藏」系列，2005年（ISBN 9789882111998 精裝）
- 《激流倒影》：天地圖書，「香港文學評論精選」系列，2005年（ISBN 9789882014312）
- 《文字的再生》：天地圖書，「包玉剛講座」系列，2006年（ISBN 9789882115569）
- 《到底是張愛玲》：香港三聯，2007年（ISBN 9789620427060）
- 《張愛玲的文字世界》：九歌出版社，2007年（ISBN 9789574444250）
- 《能不依依》：天地圖書，「愛讀散文」系列，2007年（ISBN 9789882117655）
- 《風月無邊》：天地圖書，「當代散文典藏」系列，2007年（ISBN 9789882117648 平裝）
- 《渾家‧拙荊‧夫人》：天地圖書，「當代散文典藏」系列，2009年（ISBN 9789882190276 平裝）
- 《方留戀處》：天地圖書，「愛讀散文」系列，2009年（ISBN 9789882191303）
- 《藍天作鏡》：香港中華，「香港散文典藏」系列，2012年（ISBN 9789888148172 平裝）
- 《冰心在玉壺》：天地圖書，2014年（ISBN 9789888254552）
- 《愛玲說》：中文大學出版社，2015年（ISBN 978-962-996-676-8）
- 《劉紹銘散文自選集》：天地圖書，2017年（ISBN 9789888257775）
- 《絢爛無邊》：中文大學出版社，2018年（ISBN 978-988-237-079-1）

## 譯作
- 《魔桶》（Bernard Malamud 原著）：香港：今日世界出版社，1970年；台北：九歌出版社，1981年（易名《夢中情人》[5][6]）；香港：中文大學出版社，2023年（ISBN 978-988-237-308-2）
- 《夥計》（Bernard Malamud 原著）：香港：今日世界社，1971年；台北：大地出版社，1982年；香港：中文大學出版社，2023年（ISBN 978-988-237-289-4）
- 《傻子金寶》（收錄 Isaac Singer、Bernard Malamud、Philip Roth 多篇小說）：台北：大地出版社，1972年、1982年；香港：中文大學出版社，2023年（ISBN 978-988-237-307-5）
- 《一九八四》（George Orwell 原著）：台北：皇冠，1984年；台北：東大圖書公司，1991年（ISBN 9789571913117）、2020年（ISBN 9789571932019）；香港：中文大學出版社，2019年（ISBN 978-988-237-130-9）
- 《動物農莊》（George Orwell 原著）：香港：中文大學出版社，2020年（ISBN 978-988-237-184-2）

## 編輯
- 「當代散文典藏」系列，主編，天地圖書
- 「當代小說典藏」系列，主編，天地圖書
- 「現代散文典藏」系列，主編，天地圖書
- 「心影錄」系列，主編，天地圖書
- 「愛讀散文」系列，主編，天地圖書
- Classical Chinese Literature: An Anthology of Translations (Vol. I: From Antiquity to the Tang Dynasty), edited by John Minford and Joseph S. M. Lau, Columbia University Press, 2000 (ISBN 9780231096768)
- 《含英咀華（上卷）》：閔福德、劉紹銘、陳虹莊編，中文大學出版社，2001年（ISBN 9789622019102）

編譯自 Classical Chinese Literature: An Anthology of Translations (Vol. I: From Antiquity to the Tang Dynasty)
- 《再讀張愛玲》：劉紹銘、梁秉鈞、許子東編，牛津大學出版社，2002年（ISBN 9780195933666）
- 《給孩子的港臺散文》：劉紹銘、梁淑雯選編，中文大學出版社，2019年（ISBN 9789882371163）